# Prvi bošnjački sabor
Prvi bošnjački sabor (zvan i Svebošnjački sabor) održan je u sarajevskom hotelu Holiday Inn 27. i 28. rujna 1993. godine. Organiziralo ga je Vijeće Kongresa bošnjačkih intelektualaca. Povijesno je važan jer je na njemu promijenjeno nacionalno ime. Muslimani su postali Bošnjaci, te je promicano nazivanje jezika bosanskim imenom. Novo će ime biti prihvaćeno i priznato Daytonskim sporazumom 14. prosinca 1995. Nakon prvog bit će održan i Drugi bošnjački sabor, 18. srpnja 1994. godine.
Zasjedanju je nazočilo ukupno 377 sabornika te 80 zastupnika iz okruga Tuzla, Doboj, Zenica, Visoko, Travnik, Mostar, Konjic, Bihać, Banja Luka, Zagreb i Goražde. Zasjedanjem je predsjedao prof. dr. Enes Duraković koji je na uvodnom izlaganju predstavio i predsjednika inicijativnog odbora Aliju Isakovića, predsjednika Predsjedništva Republike Bosne i Hercegovine Aliju Izetbegovića, reisu-l-ulemu Mustafu ef. Cerića, prof. dr. Muhameda Filipovića, te ministra vanjskih poslova Republike Bosne i Hercegovine dr. Harisa Silajdžića. Na Saboru su nazočili i turski, iranski i američki veleposlanik, američki izaslanik, predstavnici islamskih, katoličkih (Vinko Puljić) i pravoslavnih vjerskih institucija itd.
U svom govoru, između ostalog, Alija Isaković je rekao: "U nekim normalnijim okolnostima bilo bi prirodno da ovakvu odluku donese svenarodni referendum, ali u nemogućnosti to obaviti, osnovne naše institucije (Preporod, Vijeće Kongresa bosanskomuslimanskih intelektualaca, Islamska zajednica i Merhamet) pokrenuli su sazivanje ovog Sabora sa željom da se o ovako krupnim odlukama govori na što je moguće široj osnovi, gdje bi bili zastupljeni predstavnici svih struktura našeg društva i po mogućnosti svih regija”.
Pristupilo se na iscrpnu raščlambu uredbi Ženevskog mirovnog sporazuma. Isticano je da se bira između dva zla: pravednog rata i nepravednog mira. Uloženo je mnogo primjedbi na ovaj pravni akt koji je preživio veliki broj modifikacija, krpljenja i dotjerivanja što je ishodovalo u njegovu pretjeranu opširnost i njegovu pravnu neoubličenost. Predsjednik Predsjedništva Republike Bosne i Hercegovine Alija Izetbegović iznio je svoje viđenje ove stvari.
Ovaj Sabor će u povijesti muslimanskog naroda na području Bosne i Hercegovine biti zabilježen kao mjesto gdje su promicani novi etnički nazivi (ili po bosanskomuslimanskim povjesničarima vraćeni stari) - Bošnjak (za muškog pripadnika u jednini), Bošnjakinja (za ženskog pripadnika u jednini), Bošnjaci (za muške pripadnika naroda u množini i generalan naziv)  i Bošnjakinje (za ženskog pripadnika naroda u množini).
Jedan od nazočnih novinara toga rujanskog dana zapisao je: "Noć u kojoj je zasjedao Sabor bila je presudna - zaspali smo kao Muslimani, probudili se kao Bošnjaci". Ovom Deklaracijom Sabor je okončao stoljetnu raspravu i nesporazume oko termina Musliman koji je muslimansko stanovništvo na tom širem području po njihovom shvaćanju lišavao svih prava koje je posjedovala svaka etnička skupina kao što je pravo na svoju zemlju, neovisnost, jezik, kulturu itd.
Prof. dr. Muhamed Filipović se upitao: "Tko smo mi Bošnjaci? Mi Bošnjaci smo onaj dio našega prvobitnog bosanskoga naroda koji kontinuira svojstvo narodnoga bića ove zemlje, ostvaruje unutar toga bića povijesni smisao i sadržaj ove zemlje i nosi njeno povijesno i državno pravo. Mi smo, dakle, nasljednici onoga što je Bosna kao zemlja, kao država i kao povijesni subjekt bila i jest. To naše svojstvo nikoga ne isključuje iz sudjelovanja u tom naslijeđu i njegovoj perpetuaciji, ali ne će biti žrtva parcijalnih odluka dijelova prvobitnoga bošnjačkog naroda identificirati se i vezati za narodnosnu ideju, interese i državno pravo nekih drugih država i naroda". Filipović ovdje aludira na tvrdnju da su bosanski katolici i pravoslavci isprva bili Bošnjaci po narodnosti, ali su se u 19. stoljeću zbog zajedničke vjeroispovijesti identificirali s Hrvatima, odnosno Srbima.
Sabor je donio i jednu bitnu odredbu:
- "Da bi produžili i produbili posao potvrđivanja vlastitoga narodnog bića, njegovog mjesta i zadaće u našoj zemlji i u svijetu u kojem živimo, način rada i stukture njegovih institucija, kao i pogleda na budućnost našeg naroda i svih ljudi koji žive u našoj domovini, odlučujemo da Bošnjački sabor i u buduće radi kao mjesto okupljanja svih Bošnjaka na kojem će se u slobodi mišljenja, poštivanju različitih uvjerenja i uz maksimalnu kompetenciju i odgovornost razmatrati sva najvažnija pitanja života bošnjačkog naroda i naše države i utvrđivati pravci naše nacionalne akcije".

## Zaključci
Većina zastupnika bila je za nastavak rata i odbijanje ženevskog paketa. Razlozi za bili su mogući prestanak rata, ubijanja, protjerivanja, silovanja i drugih zločina sveudilj vršenih nad bosanskim muslimanima. Prednost prihvaćanja neki su vidjeli u tome što će Bošnjaci konačno dobiti jasno određene granice svoga prostora. Razlozi protiv bili su komadanje bošnjačke zemlje, činjenica da bi bošnjačka republika držala tek 22 % poljoprivrednog bogatstva, ozakonjenje Republike Srpske i Hrvatske Republike Herceg Bosne, podjela BiH po etničkom načelu, neizlaženje bošnjačke republike na more i nedostatak međunarodne granice (okruženost srpskom i hrvatskom republikom), onemogućavanje povratka izbjeglicama itd. Zastupnici su jasno istaknuli Srbiju, Crnu Goru i Hrvatsku kao agresore na Bosnu i Hercegovinu. Zahtijevali su priznanje te karakterizacije, povlačenje agresora s položaja i isplaćivanje ratne odštete.

## Vanjske poveznice
Snimka cijelog Sabora na YouTubeu:
- Prvi dio
- Drugi dio
- Treći dio
- Četvrti dio
- Peti dio